# Liste von Länder-Rankings
Die Liste von Länder-Rankings enthält regelmäßig erscheinende Indizes sowie die veröffentlichenden Institute oder Organisationen.

## Allgemein
Länder-Rankings (Rangordnungen) dienen dem Vergleich von Staaten auf Basis unterschiedlicher ökonomischer, sozialer, politischer oder umweltbezogener Kennzahlen. Den meisten Rankings liegt ein meist dimensionsloser Index zugrunde, also eine aus mehreren gewichteten Einzelindikatoren ermittelte rechnerische Messgröße, die keine absoluten Aussagen, sondern nur Vergleiche zwischen einzelnen Ländern ermöglicht (sogenannter „relativer“ Index) oder eine Prozentangabe enthält, die sich auf einen maximal zu erreichenden Indexwert bezieht. Gelegentlich werden auch Expertenumfragen und -bewertungen zur Konstruktion eines Index genutzt, wenn die zugrunde liegenden Indikatoren nicht öffentlich zugänglich, nicht kostenlos verfügbar oder nicht präzise messbar sind. Diese Rankings, die meist von internationalen Organisationen wie der OECD, von privaten Stiftungen oder von Forschungsinstituten durchgeführt werden, werden regelmäßig aktualisiert. Oft stehen sie in der Kritik, weil Indikatorenauswahl, Methodik, Informationsgehalt oder Aussagekraft angezweifelt wird oder politische Aussagen an die Ergebnisse geknüpft werden.
Unterschieden werden die Indizes an dieser Stelle nach folgenden Bereichen:
- Allgemein, etwa Lebenszufriedenheit, Reisefreiheit
- Politik, etwa Demokratieindex, Index der politischen Freiheit, Index der militärischen Stärke
- Soziales, etwa Nationaler Wohlstands-Index, Lebensqualitäts-, Kriminalitäts-, Sicherheitsindizes, Bildungsindex, Indizes der menschlichen Entwicklung
- Gesundheit, etwa Bewältigung der Corona-Pandemie
- Transparenz, etwa Index der Informations- oder Pressefreiheit, Korruptionsindex, Index der Internetfreiheit, Index zu Datenzugang
- Umwelt, etwa der Environmental Performance Index in Analogie zum Öko-Rating von Unternehmen
- Wirtschaft, etwa Index der relativen Wettbewerbsfähigkeit, Innovationsindex, Index der Kreditwürdigkeit der Staatsanleihen

Ein dimensionsbehafteter Vergleich (etwa länderspezifischer Energieverbrauch in kWh oder CO2-Ausstoß pro Kopf, durchschnittliche Geburtenrate pro 1000 Einwohner oder Schulbesuchsdauer in Jahren, Durchschnittstemperatur im Januar usw.) ist kein Index im strengen Sinne des Wortes, weil er auf einem einzelnen Indikator beruht. Es gibt aber auch dimensionsbehaftete absolute Indizes (etwa Lebenshaltungskosten einer Durchschnittsfamilie oder Steuerbelastung pro Kopf in Euro), deren Berechnung auf der mathematischen Gewichtung und Standardisierung verschiedener Geldgrößen beruht.

## Liste
| Organisation | Index | Deutsche Bezeichnung                           | Kürzel     | Bereich     |
| --- | --- | ---------------------------------------------- | ---------- | ----------- |
| Simon Anholt (Politikberater)                                                                                      | Good Country Index |                                                |            | Allgemein   |
| Simon Anholt, Gesellschaft für Konsumforschung (GfK)                                                               | Anholt-GfK Nation Brands Index |                                                | NBI        | Allgemein   |
| Arton Capital (Beratungsunternehmen)                                                                               | Passport Index |                                                |            | Allgemein   |
| Avenir Suisse | Avenir Suisse Freiheitsindex |                                                |            | Allgemein   |
| Robert J. Barro (Entwickler)                                                                                       | Barro Misery Index |                                                |            | Soziales    |
| Bertelsmann Stiftung                                                                                               | Bertelsmann Transformation Index |                                                | BTI        | Wirtschaft  |
| BlackRock | Sovereign Risk Index |                                                |            | Wirtschaft  |
| British Standards Institution (BSI)                                                                                | Human Trafficking and Supply Chain Slavery Index                                                                                               |                                                |            | Soziales    |
| Cato Institute, Fraser Institute, Economic Freedom Network                                                         | Economic Freedom of the World |                                                |            | Wirtschaft  |
| Cato Institute, Fraser Institute, Liberales Institut                                                               | Human Freedom Index |                                                |            | Allgemein   |
| Central Intelligence Agency (CIA), Political Instability Task Force                                                | Polity data series |                                                |            | Politik     |
| Credit Suisse | Global Wealth Report |                                                |            | Soziales    |
| Economist Intelligence Unit                                                                                        | Democracy Index | Demokratieindex                                |            | Politik     |
| Economist Intelligence Unit, Institute for Economics and Peace                                                     | Global Peace Index | Weltfriedensindex                              |            | Politik     |
| Foreign Policy Magazine, Fund for Peace                                                                            | Fragile States Index (ehem. Failed States Index)                                                                                               |                                                |            | Politik     |
| Freedom House | Freedom in the World |                                                |            | Allgemein   |
| Freedom House | Internet Freedom Index |                                                |            | Transparenz |
| Freedom House | Press Freedom Survey |                                                |            | Transparenz |
| Friedrich-Naumann-Stiftung für die Freiheit (FNF)                                                                  | Internationaler Freiheitsindex |                                                |            | Allgemein   |
| Germanwatch | Global Climate Risk Index | Globaler Klima-Schutz-Index                    | GCRI       | Umwelt      |
| Germanwatch, CAN International, NewClimate Institute                                                               | Climate Change Performance Index | Klimaschutz-Index                              | CCPI       | Umwelt      |
| HealthEnabled, Global Development Incubator (GDI)                                                                  | Global Digital Health Index |                                                | GDHI       | Gesundheit  |
| Henley & Partners                                                                                                  | Henley Passport Index |                                                |            | Allgemein   |
| Heritage Foundation, Wall Street Journal                                                                           | Index of Economic Freedom | Index für wirtschaftliche Freiheit             |            | Wirtschaft  |
| John Stuart Mill Institut                                                                                          | Freiheitsindex Deutschland |                                                |            | Allgemein   |
| Johns Hopkins Center for Health Security (JHU), Nuclear Threat Initiative (NTI), Economist Intelligence Unit (EIU) | Global Health Security-Index |                                                | GHS-Index  | Gesundheit  |
| Legatum Institute                                                                                                  | Legatum Prosperity Index, siehe auch Länder nach persönlicher Freiheit (Unterindex) sowie Länder nach LGBT-Toleranz und -Rechten (Indikatoren) |                                                | PI / LPI   | Soziales    |
| Lowy Institute for International Policy, Sydney                                                                    | Covid Performance Index |                                                |            | Gesundheit  |
| Arthur Melvin Okun                                                                                                 | Misery Index | Elendsindex                                    |            | Soziales    |
| Open Doors | Weltverfolgungsindex |                                                |            | Soziales    |
| Open Knowledge Foundation                                                                                          | Open Data Index |                                                |            | Transparenz |
| Reporter ohne Grenzen                                                                                              | Press Freedom Index | Rangliste der Pressefreiheit                   |            | Transparenz |
| START, U.S. Department of Homeland Security, University of Maryland                                                | Global Terrorism Database |                                                |            | Politik     |
| Tax Justice Network                                                                                                | Financial Secrecy Index | Schattenfinanzindex                            |            | Transparenz |
| Transparency International                                                                                         | Corruption Perceptions Index | Korruptionswahrnehmungsindex                   |            | Transparenz |
| Transparency International                                                                                         | Bribe Payers Index | Bestechungszahlerindex                         |            | Transparenz |
| Transparency International                                                                                         | Global Corruption Barometer | Globales Korruptionsbarometer                  |            | Transparenz |
| University of Connecticut                                                                                          | CIRI Human Rights Data Project |                                                |            | Soziales    |
| UN-Entwicklungsprogramm (UNDP)                                                                                     | Human Development Index | Index der menschlichen Entwicklung             | HDI        | Soziales    |
| UN-Entwicklungsprogramm (UNDP)                                                                                     | Gender Development Index | Index der geschlechtsspezifischen Entwicklung  | GDI        | Soziales    |
| UN-Entwicklungsprogramm (UNDP)                                                                                     | Gender Inequality Index | Index der geschlechtsspezifischen Ungleichheit | GII        | Soziales    |
| UN Sustainable Development Solutions Network (UNSDSN)                                                              | World Happiness Report, siehe auch 17 UN-Ziele für nachhaltige Entwicklung (SDGs)                                                              |                                                | HR         | Allgemein   |
| U.S. News & World Report, BAV Consulting, Wharton School                                                           | Best Countries Ranking |                                                |            | Allgemein   |
| Weltbank | Ease of Doing Business Index |                                                |            | Wirtschaft  |
| Walk Free Foundation                                                                                               | Global Slavery Index |                                                | GSI        | Soziales    |
| Weltbank | Logistics Performance Index |                                                |            | Wirtschaft  |
| Weltbank | Worldwide Governance Indicators |                                                |            | Politik     |
| Weltwirtschaftsforum                                                                                               | Global Competitiveness Index, siehe Global Competitiveness Report                                                                              | Wachstumswettbewerbsfähigkeitsindex            | GCI, GCR   | Wirtschaft  |
| Weltwirtschaftsforum                                                                                               | Global Gender Gap Index |                                                | GGGI / GGI | Soziales    |
| Weltwirtschaftsforum                                                                                               | Global Risks Report |                                                |            | Politik     |
| World Justice Project                                                                                              | Rule of Law Index |                                                |            | Politik     |
| World Resources Institute, The Access Initiative                                                                   | Environmental Democracy Index |                                                |            | Umwelt      |
| Yale University | Environmental Performance Index (Stand 2010)                                                                                                   |                                                | EPI        | Umwelt      |
| Organisation | Index | deutsche Bezeichnung                           | Kürzel     | Bereich     |